# Naoki Naruo
Naoki Naruo (ur. 5 października 1974) – japoński piłkarz występujący na pozycji napastnika.

## Kariera piłkarska
Od 1997 do 2004 roku występował w Montedio Yamagata, Sony Sendai, Albirex Niigata, Júbilo Iwata, Sanfrecce Hiroszima i Sagan Tosu.

## Kariera trenerska
Po zakończeniu piłkarskiej kariery pracował jako trener w Albirex Niigata Ladies, Albirex Niigata Singapore i Grulla Morioka.